# Годой, Анибаль
Анибаль Сесис Годой Лемус (исп. Aníbal Casis Godoy Lemus; род. 10 февраля 1990, Панама, Панама) — панамский футболист, опорный полузащитник, клуба «Нэшвилл» и сборной Панамы. Участник чемпионата мира 2018 года.

## Клубная карьера

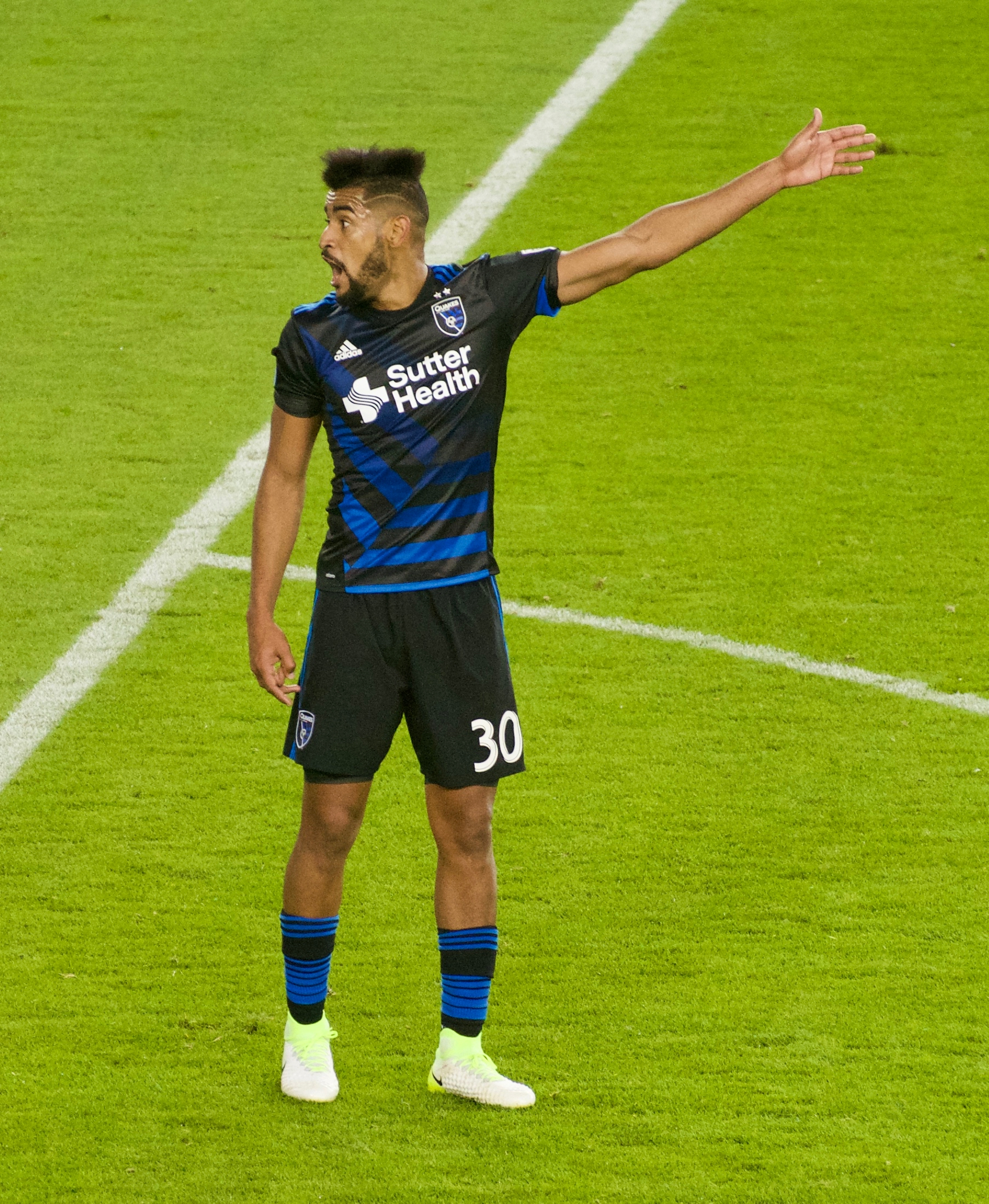
Годой в составе «Сан-Хосе Эртквейкс»

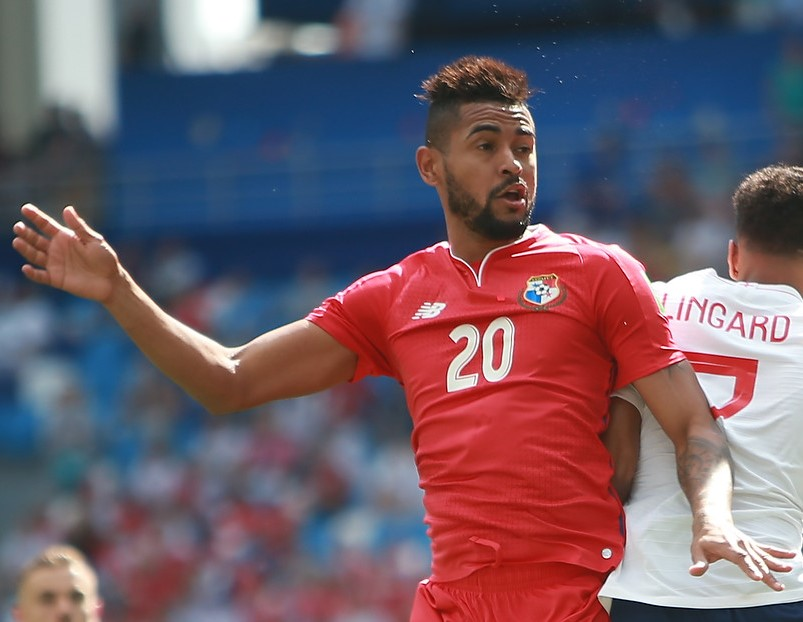
Годой в составе сборной Панамы

Годой — воспитанник клуба «Чепо». В 2007 году он дебютировал за команду в чемпионате Панамы. В 2012 году Анибаль на правах аренды перешёл в аргентинский «Годой-Крус», но так и не сыграл за команду ни минуты. Годой отыграл за «Чепо» 6 сезонов и провёл более 100 матчей.
В 2013 году он перешёл в венгерский «Гонвед». 1 сентября в матче против «Капошвар Ракоци» Анибаль дебютировал в чемпионате Венгрии.
6 августа 2015 года Годой перешёл в американский «Сан-Хосе Эртквейкс». 14 августа в матче против «Колорадо Рэпидз» он дебютировал в MLS. 19 августа в поединке против «Спортинг Канзас-Сити» Анибаль забил свой первый гол за «Эртквейкс». 30 ноября 2017 года Годой подписал с «Сан-Хосе Эртквейкс» новый многолетний контракт.
7 августа 2019 года было объявлено о приобретении Годоя клубом «Нэшвилл», который присоединится к MLS в сезоне 2020, за $650 тыс. общих распределительных средств. Сделка вступала в силу 1 января 2020 года. 29 февраля он участвовал в дебютном матче новой франшизы в лиге, соперником в котором была «Атланта Юнайтед». 30 августа в матче против другого новичка лиги «Интер Майами» он забил свой первый гол за «Нэшвилл», принёсший победу с минимальным счётом.

## Международная карьера
В 2007 году в составе молодёжной сборной Панамы Годой принял участие в молодёжном чемпионате мира в Канаде.
4 марта 2010 года в товарищеском матче против сборной Венесуэлы он дебютировал за сборную Панамы. 15 ноября 2014 года в поединке против сборной Сальвадора Анибаль забил свой первый гол за национальную сборную.
В 2011 году Годой принял участие в розыгрыше Золотого кубка КОНКАКАФ. На турнире он принял участие в поединках против команд Сальвадора, Канады и США.
В 2013 году Анибаль помог сборной выйти в финал Золотого кубка КОНКАКАФ. На турнире он сыграл в матчах против сборных Мартиники, США, Кубы и дважды Мексики.
В 2015 году Годой во второй раз стал бронзовым призёром Золотого кубка КОНКАКАФ. На турнире он сыграл в матчах против сборных Гаити, Гондураса, Мексики и дважды США.
В 2016 году Анибаль попал в заявку сборной на участие в Кубке Америки в США. На турнире он сыграл в матчах против команд Боливии и Аргентины.
В 2017 году Годой в четвёртый раз принял участие в Золотом кубке КОНКАКАФ. На турнире он сыграл в матчах против команд США, Мартиники, Никарагуа и Коста-Рики.
В 2018 году Годой принял участие в чемпионате мира в России. На турнире он сыграл в матчах против команд Бельгии, Англии и Туниса.
Золотой кубок КОНКАКАФ 2019 Годой пропустил из-за травмы.

### Голы за сборную Панамы
| #   | Дата           | Место                               | Противник | Счёт | Результат | Соревнование      |
| --- | -------------- | ----------------------------------- | --------- | ---- | --------- | ----------------- |
| 01. | 15 ноября 2014 | Кускатлан, Сан-Сальвадор, Сальвадор | Сальвадор | 0:2  | 1:3       | Товарищеский матч |

## Достижения
Международные
 Панама
- Золотой кубок КОНКАКАФ — 2013
- Золотой кубок КОНКАКАФ — 2011
- Золотой кубок КОНКАКАФ — 2015